# 乌尔希道
乌尔希道，是匈牙利费耶尔州所辖的一个村。总面积7.25平方公里，总人口2315，人口密度319.3人/平方公里（2011年1月1日）。